# Aledo (Illinois)
Pour les articles homonymes, voir Aledo.
La ville d’Aledo (en anglais [ʌˈliːdoʊ]) est le siège du comté de Mercer, dans l’État de l’Illinois, aux États-Unis. Sa population s’élevait à 3 640 habitants lors du recensement de 2010, estimée à 3 432 habitants en 2019.

## Démographie
| Groupe            | Aledo | Illinois | États-Unis |
| ----------------- | ----- | -------- | ---------- |
| Blancs            | 98,5  | 71,5     | 72,4       |
| Afro-Américains   | 0,6   | 14,6     | 12,6       |
| Métis             | 0,4   | 2,3      | 2,9        |
| Asiatiques        | 0,3   | 4,6      | 4,8        |
| Autres            | 0,2   | 7,0      | 7,3        |
| Total             | 100   | 100      | 100        |
|                   |       |          |            |
| Latino-Américains | 1,2   | 15,8     | 16,7       |

Selon l'American Community Survey, pour la période 2011-2015, 96,53 % de la population âgée de plus de 5 ans déclare parler l'anglais à la maison, 0,89 % déclare parler l'espagnol, 0,65 % le polonais, 0,62 % le français et 1,30 % une autre langue.

## Personnalités liées à la ville
La chanteuse de musique country Suzy Bogguss est née à Aledo en 1956.
La chanteuse de musique country Margo Price est née à Aledo en 1983.

## Source
- (en) Cet article est partiellement ou en totalité issu de l’article de Wikipédia en anglais intitulé « Aledo, Illinois » (voir la liste des auteurs).

1. ↑  (en) « Aledo, IL Population - Census 2010 and 2000 », sur censusviewer.com.
2. ↑  (en) « Population of Illinois - Census 2010 and 2000 », sur censusviewer.com.
3. ↑  (en) « Language spoken at home by ability to speak English for the population 5 years and over », sur factfinder.census.gov.